# Kebonagung (Tegalrejo)
Kebonagung is een bestuurslaag in het regentschap Magelang van de provincie Midden-Java, Indonesië. Kebonagung telt 1935 inwoners (volkstelling 2010).